# Phillips Holmes
Phillips Holmes (Grand Rapids, 22 juli 1907 - Ontario, 12 augustus 1942) was een Amerikaans acteur. Van 1928 tot 1938 heeft hij in 44 films gespeeld.

## Jeugdjaren
Phillips Holmes werd geboren in Grand Rapids, Michigan. Hij was de zoon van het acteurskoppel Taylor Holmes (1878 - 1959) en Edna Phillips. Holmes had ook Canadees staatsburgerschap via zijn moeder. Hij had zijn eerste ervaringen in de filmwereld als figurant in zwijgende films van zijn vader, in 1918 en 1925. Hij studeerde aan het Trinity College in Cambridge, en aan de Universiteit van Grenoble in Frankrijk. Hij voltooide zijn opleiding in 1928 in zijn geboorteland aan de Princeton-universiteit in New Jersey.  Hij had ook een zus en een broer, Ralph Holmes (1915 - 1945), die ook acteur werd,

## Filmcarrière
Holmes maakte zijn toneeldebuut in 1927 in de theaterproductie Napoleon Passes in het Metropolitan Opera House. Hij speelde hierin de vrouwelijke hoofdrol. Zijn eerste filmrol was in de zwijgende film Varsity van regisseur Frank Tuttle, in 1928. Hij kreeg een contract bij Paramount Pictures en werkte aanvankelijk in de New York Astoria Studio's van het bedrijf. In deze beginperiode kreeg hij ook een toneelrol aangeboden in de theaterproductie van The Silver Chord. Deze combinatie van film en toneel, en de inspanningen om zichzelf te bewijzen, werden hem te veel en hij kreeg een zenuwinzinking. Een ziekenhuisopname van zes weken was nodig om hem er weer bovenop te helpen.

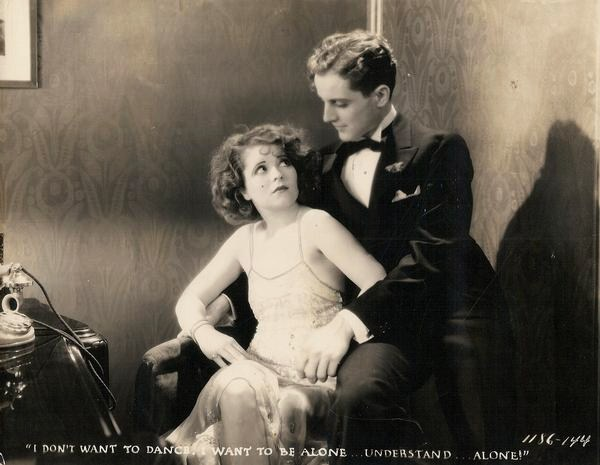
Phillips Holmes met Clara Bow in The Wild Party (1929)

In 1929 had hij een aantal goede ondersteunende rollen, waaronder een kleine bijrol in The Wild Party, de eerste sprekende film van Clara Bow. Vervolgens kreeg hij zijn eerste hoofdrol in de zwijgende western Stairs of Sand met Wallace Beery en Jean Arthur. Zijn eerste hoofdrol in een sprekende film was in Pointed Heels (1929).
In de beginjaren van de sprekende film, in de vroege jaren dertig, werd hij een populair filmacteur. Hij blondeerde zijn haar, en in zijn filmrollen speelde hij vaak de mannelijke onschuld en gevoeligheid, zelfs overgevoeligheid.  Maar hij maakte mannelijke onschuld niet lachwekkend, maar teder en geloofwaardig. Zo is hij te zien in drama film The Devil's Holiday, met Nancy Carroll. Deze film uit 1930 betekende zijn doorbraak. De film was een financieel en artistiek succes. Holmes en Carroll speelden later nog samen in twee andere films, Stolen Heaven en Broken Lullaby. Al snel kreeg hij belangrijke rollen aangeboden. In deze periode kreeg hij goede recensies. In 1930 speelde hij ook in de detective komedie Grumpy (1930) van regisseur George Cukor, en in Man to Man van Allan Dwan. In 1931 had hij een belangrijke rol in de gevangenisfilm The Criminal Code van regisseur Howard Hawks, naast Walter Huston. Bij Paramount speelde hij voornamelijk in melodrama. In 1931 speelde hij de hoofdrol in de film An American Tragedy van Josef von Sternberg. Het was de meest ambitieuze rol van zijn carrière. De film werd een kassucces. Daarna speelde hij een gedenkwaardige hoofdrol in de film Broken Lullaby van Ernst Lubitsch, een van de belangrijkste films van zijn carrière, hoewel het een van Lubitsch' minst succesvolle films was. Holmes had inmiddels laten zien dat hij meer was dan alleen maar een knappe jongeman. Hij was een stille acteur wiens personages vaak emotioneel dieper tevoorschijn kwamen dan de rol leek te vragen.   Hij heeft echter nooit de status van superster gekregen.
In 1932 liep zijn contract bij Paramount Pictures af. De populaire sport/misdaadfilm 70.000 Witnesses was de laatste film die hij maakte onder zijn Paramount-contract.  Hij kreeg een contract bij Metro-Goldwyn-Mayer voor een jaar. Hij kreeg een hoofdrol in de thriller Night Court met Walter Huston (1932), en deze film werd een kassucces. In 1933 kreeg hij een kleine bijrol in de succesvolle film Dinner at Eight, en hij speelde met Irene Dunne in The Secret of Madame Blanche, en met Myrna Loy in Penthouse. In Men Must Fight (1933), over een oorlog die uitbreekt in het jaar 1940, speelde hij een jongeman die in dienst gaat als piloot. Het was een lot dat Holmes in werkelijkheid te wachten stond toen de Tweede Wereldoorlog uitbrak. Hij speelde een hoofdrol in de groots opgezette film Nana (1934), maar de film werd geen succes. In zijn privéleven worstelde Holmes met alcohol en depressie. Zijn acteertalent kwam het best tot zijn recht  in dramatische rollen, en niet in komedie. 
Maar vanaf 1934 speelde hij in een aantal weinig succesvolle films en incidenteel in onbelangrijke B-films en komedies waarin hij weinig gelegenheid had om zijn acteertalent te laten zien. Een van zijn laatste echt interessante rollen was in de dramafilm Chatterbox (1936) met Anne Shirley. Hij beëindigde zijn filmcarrière met twee Engelse films, The Dominant Sex (1937) en Housemaster (1938), beiden van de Ierse regisseur Herbert Brenon. Hij was toen 31 jaar oud, maar zonder verdere filmvooruitzichten. Hij ging verder met acteren op het podium in de Verenigde Staten.

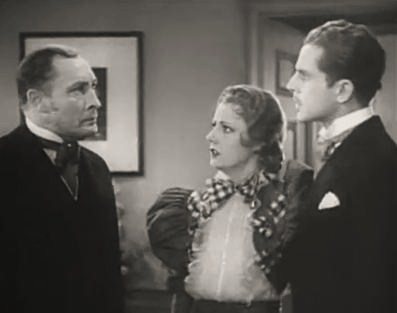
Phillips Holmes met Lionel Atwill en Irene Dunne in de film The Secret of Madame Blanche (1933)

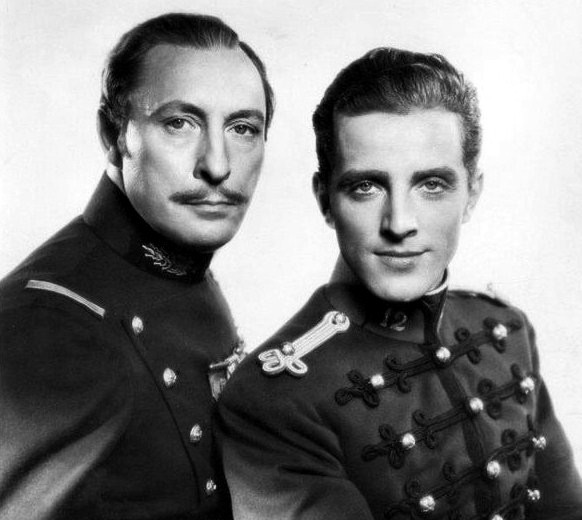
Phillips Holmes met Lionel Atwill in de film Nana (1934)

## Toneel
Op het toneel in New York speelde hij in Golden Boy (1938), en samen met zijn vader en zijn broer Ralph in Journey's End (1939). Vervolgens speelde hij in The Animal Kingdom (1939), The Male Animal (1941) met Celeste Holm en David Wayne, en ten slotte in The Philadelphia Story (1941). Holmes ging door met zijn theaterwerk tot de aanval op Pearl Harbor in december 1941. Toen sloot hij zich aan bij de Royal Canadian Air Force.

## Persoonlijk leven
Tegenwoordig wordt aangenomen dat Holmes homoseksueel was., Aan het begin van de jaren dertig had hij een verhouding met de actrice Florence Rice. In een interview met Holmes in The Brooklyn Times uit mei 1932 werd vermeld dat hij nog steeds bij zijn familie woonde in Los Angeles in het huis waar hij zijn kindertijd had doorgebracht. Verder werd vermeld dat: "Hij vindt dat hij goed kan zingen maar hij beperkt zich tot de badkamer. Hij houdt van Garbo en Dietrich. Hij is verslaafd aan blauwe stropdassen. Hij houdt er van om interessante mensen te ontmoeten, maar als een feest saai is dan is hij de eerste die vertrekt. Hij houdt van slapen en soms brengt hij de hele dag doezelend aan het strand door. Hij houdt er van om hard in zijn auto te rijden maar hij heeft nog nooit een ongeluk gehad. Onaardige kritiek brengt hem van streek. Hij is lichtvoetig in zijn manieren maar voorzichtig en sober in zijn gedachten en in zijn optreden. Meestal draagt hij een grijze broek van flanel met aparte jasjes en truien. Hij scheert zichzelf niet behalve als het echt moet. Zij favoriete eten is salades. Hij eet nooit uien. Hij houdt van dansen. Hij is nooit verloofd geweest. Iedereen die hem kent noemt hem min of meer een gewone jongen."
Omstreeks 1938 had hij een verhouding met de zangeres en actrice Libby Holman, die ook seksuele relaties had met vrouwen. Hij ging bij haar in wonen, maar Holman trouwde daarna met zijn broer Ralph.

## Overlijden
Aan het begin van de Tweede Wereldoorlog in december 1941, sloot hij zich aan bij de luchtmacht, de Royal Canadian Airforce, in de voetsporen van zijn broer Ralph die pilootofficier was. Na wat grondtraining in Winnipeg werd hij met een aantal andere afgestudeerden naar Ottawa gestuurd. Hun vliegtuig kwam in botsing met een ander Air-Force vliegtuig in Armstrong in het noordwesten van Ontario, vlak bij Thunder Bay, op 12 augustus 1942. Er waren geen overlevenden. Holmes was 35 jaar oud.
De begrafenismis werd gehouden op dinsdag 18 augustus 1942 in de St. Patrick's Cathedral in New York.
Hij ligt begraven op het Gate of Heaven Cemetery in Hawthorne.
Zijn broer Ralph pleegde in 1945 zelfmoord in New York.
Phillips Holmes heeft een ster op de Hollywood Walk of Fame.